# Медеу, Ахметкал Рахметуллаевич
Ахметкал Рахметуллаевич Медеу (Медеуов) (каз. Ахметқал Рахметоллаұлы Медеу; род. 20 декабря 1950, Талдыкорганская область, Казахская ССР, СССР) — казахстанский учёный-географ, доктор географических наук (1994), профессор, академик НАН РК. Лауреат двух Государственной премии Республики Казахстан (2013, 2019).

## Биография
Родился 20 декабря 1950 года в Талды-Курганской области.
В 1977 году окончил географический факультет Казахского государственного университета.
В 1994 году защитил учёное звание доктора географических наук, тема диссертации: «Научные основы управления селевыми процессами сейсмоактивных горных геосистем Казахстана».
С 1978 по 1986 годы — инженер, научный сотрудник Институт геологических наук им. Сатпаева АН Казахской ССР.
С 1987 по 2000 годы — научный сотрудник, старший научный сотрудник, главный научный сотрудник, заведующий лабораторией гляциологии Института географии, заместитель директора по научной работе КазНУ им. аль-Фараби.
С 2001 года — директор ТОО «Институт географии».

## Научные, литературные труды
Автор научных трудов составляет более 200, 24 монографии и атласы, 2 словаря географических терминов в том числе: Национальный атлас Республики Казахстан. 1,2,3 том. Алматы, 2010. (Главный редактор, отв. исполнитель), Атлас природных опасностей и рисков чрезвычайных ситуаций Республики Казахстан", 2010 г. (Главный редактор, отв. исполнитель), Селевые явления Юго-Восточного Казахстана.
Основы управления. Алматы, 2011. Том 1. 284 с., Водные ресурсы Казахстана: оценка, прогноз, управление (концепция). Алматы, 2012. Том 1,4., Казахско-русский толковый словарь народных географических терминов. Алматы, 2012. 208 с., Атлас Атырауской области, 2014. (Главный редактор, отв. исполнитель), Водная безопасность Республики Казахстан: проблемы устойчивого водообеспечения Алматы, Алматы, 2015. 582 с., Селевые явления Юго-Восточного Казахстана. Антология селей. Алматы, 2016. Том 4. 284 с., Селевые явления Юго-Восточного Казахстана. Основы мониторинга в Иле Алатау. Алматы, 2018. Т.2. ч. 2. 288 с.
Под руководством проф. Медеу А. защищено 5 докторских и 13 кандидатских диссертаций.

## Награды и звания
- 2010 — Заслуженный деятель Казахстана
- 2013 — Государственная премия Республики Казахстан в области науки и техники за «Цикл научных работ в области атласного картографирования Республики Казахстан»[1][2]
- 2019 — Государственная премия Республики Казахстан в области науки и техники имени аль-Фараби за цикл работ на тему «Цикл научных работ в области устойчивого водообеспечения природно-хозяйственных систем Республики Казахстан в контексте национальной безопасности» Указ президента РК от 10 декабря 2019 года.[3][4]